# Bünting-Gruppe

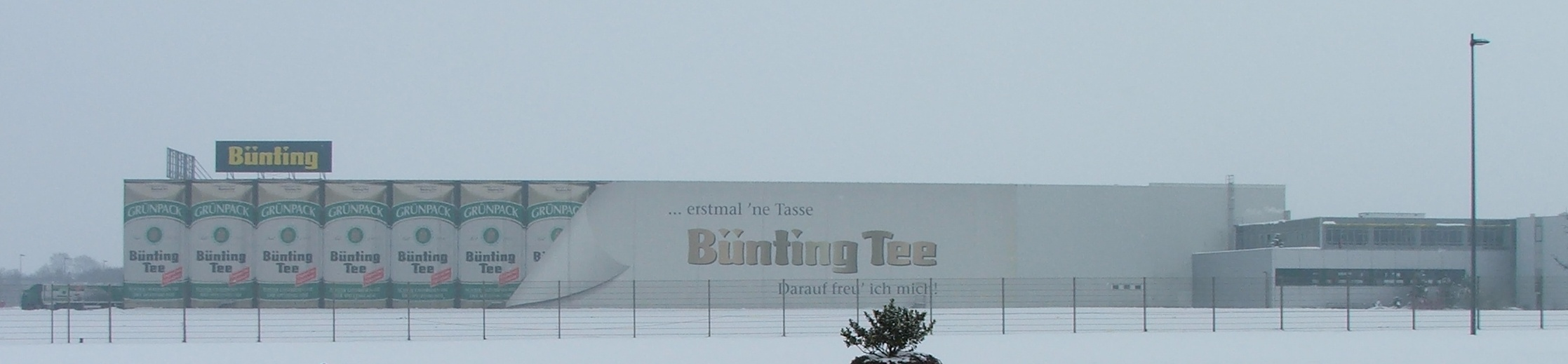
Bünting-Zentrallager in Nortmoor

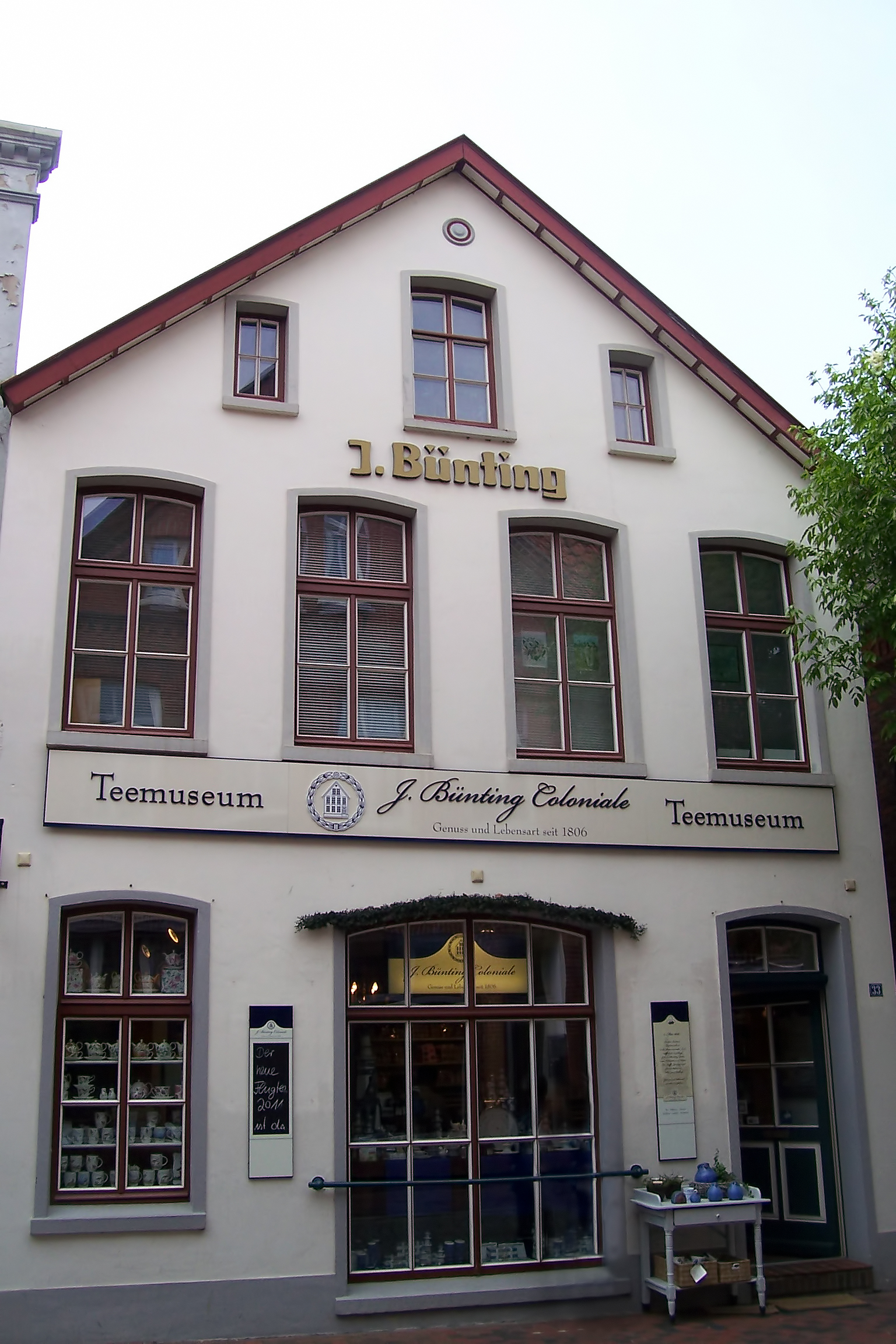
Das 2001 eröffnete Bünting Teemuseum in der Brunnenstraße in Leer stellt in seiner Ausstellung die Geschichte des Hauses und Informationen rund um den Tee zusammen

Die Bünting AG ist ein Handelsunternehmen in Familienbesitz mit Sitz in Leer (Ostfriesland).
Zu ihren Vertriebsgesellschaften gehören Combi, Famila, Markant Nordwest, Minipreis und die Bünting E-Commerce, die aus der WGO Warenhandelsgesellschaft Oldenburg entstand. Die Vertriebsaktivitäten konzentrieren sich auf Nordwestdeutschland. Die Kernregionen liegen zwischen der Nordseeküste und dem Münsterland, sie reichen von der niederländischen Grenze im Westen bis nach Ostwestfalen-Lippe im Süden und in die Metropolregion Hannover-Braunschweig-Göttingen-Wolfsburg im Osten.
Der Name Bünting ist in der Öffentlichkeit vor allem mit dem Ostfriesentee und dem zugehörigen Teehandelshaus verknüpft, das seit 1806 besteht. Im Mai 2006 feierte Bünting sein 200-jähriges Bestehen. Mit mehr als 12.000 Beschäftigten ist Bünting sowohl nach Umsatz als auch nach der Zahl der Beschäftigten eines der größten ostfriesischen Unternehmen und einer der wichtigsten Ausbildungsbetriebe in der Region.

## Geschichte

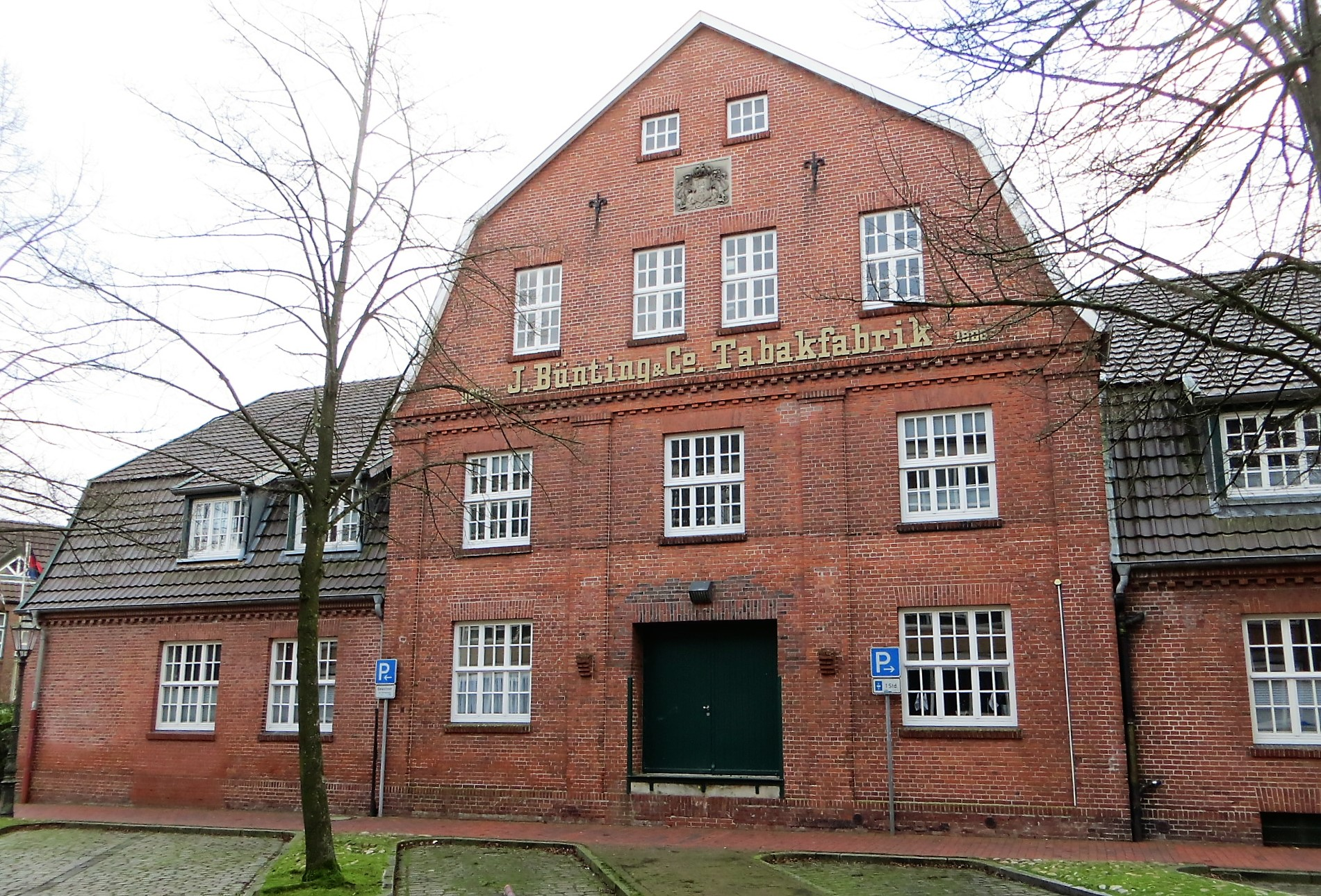
Tabakfabrik von 1905 am Harderwykensteg in Leer

Ehemaliges Logo bis 2012

Der aus einem Bauerngeschlecht bei Edewecht im Landkreis Ammerland stammende Johann Bünting (1782–1853) eröffnete 1806 in der Leeraner Brunnenstraße 37 einen kleinen Kolonialwarenladen für Tee, Kaffee, Tabak und Gewürze.
1816 gründete Johann Bünting zusammen mit seinem 24-jährigen Schwager Weert Klopp (1791–1833, Vater des Historikers Onno Klopp), der aus einer alteingesessenen Leeraner Familie stammte, die J. Bünting & Co., an der Bünting ein Sechstel der Anteile hielt. Schwerpunkte des Geschäftes waren Teeimport, Tabakproduktion und Kaffeeröstung.
Nach dem Tod Johann Büntings 1853, dem Tod seiner Frau Eta 1868 und dem Ausscheiden des letzten Bünting-Sohnes Hermann aus der Firma im Jahr 1872, leiteten die Mitglieder der Familienstämme Klopp das Unternehmen allein weiter bis zur Bildung der Aktiengesellschaft im Jahr 1989.
Die Bünting-Aktien sind ausschließlich in Familienbesitz, damit befindet sich das Unternehmen heute in fünfter Generation im Besitz der Familie.
In den 1960er Jahren schloss sich das Unternehmen mit anderen gleichartigen Großhändlern zur „A&O“, heute „Markant“, zusammen und verkaufte an die A&O-Einzelhändler.
Die Bünting-Gruppe übernahm die in Nordwestdeutschland aktive Elektronikartikel-Handelsgesellschaft Telepoint im Jahr 2007 und stieg damit erstmals in dieses Marktsegment ein; die Telepoint Elektrohandelsgesellschaft wurde 2017 verkauft.

## Firmen der Bünting-Unternehmensgruppe

### J. Bünting Beteiligungs AG
Die Holding-Gesellschaft hat zentrale Funktionen. Die Holding legt die strategische Ausrichtung der einzelnen Gesellschaften fest, gibt die Geschäftsziele vor und koordiniert die Aktivitäten der Tochterunternehmen. Die Holding hält die Gesellschaftsanteile aller Bünting-Unternehmen und verwaltet den Immobilienbesitz der Firmengruppe. Sie ist Dienstleister in den Bereichen Finanzen, Rechnungswesen und Steuern, Controlling, Personalwirtschaft, Organisation, Expansion, Recht, Marketing und Presse. Die Aktien des Unternehmens sind in Familienbesitz.

### Johann-Bünting-Stiftung
Zweck der 2006 gegründeten Johann-Bünting-Stiftung ist die Unterstützung und Förderung der amtlich anerkannten Verbände der freien Wohlfahrtspflege und die Förderung der öffentlichen Gesundheitspflege, die Förderung von Bildung und Erziehung, die Förderung von Kunst und Kultur sowie die Förderung der Heimatkunde und Heimatpflege. Bisherige Aktivitäten umfassten lokale Projekte im Bereich Bildung und Jugendarbeit, hauptsächlich mit finanzieller Unterstützung im mittleren drei- bis niedrigem vierstelligen Bereich. Außerdem vergibt die Stiftung den Johann Bünting-Förderpreis jährlich mit je 6.000 € an drei Preisträger. Der Gründerin, der im Familienbesitz befindlichen J. Bünting Beteiligungs AG, entstanden durch die gemeinnützige Stiftung Steuervorteile.

### J. Bünting Teehandelshaus

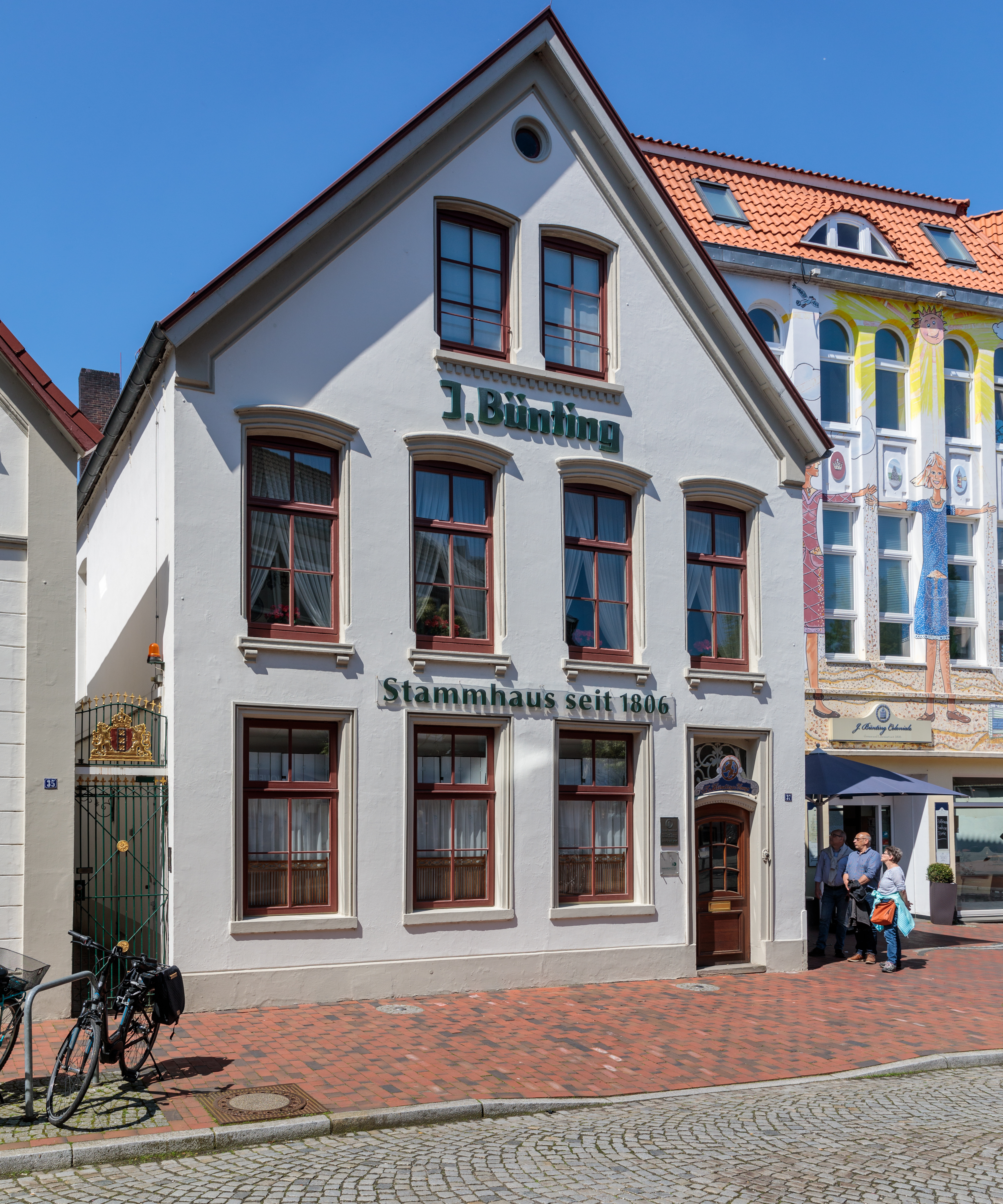
J.-Bünting-Stammhaus in Leer

Das Bünting Teehandelshaus ist die erste Niederlassung des Unternehmens, die auch bis heute besteht. Tee von Bünting gibt es seit der Firmengründung im Jahre 1806 und der Name ist in der Bevölkerung vor allem mit dem gleichnamigen Ostfriesentee verknüpft. Die Sorte „Bünting Grünpack“ gilt als meistverkaufter Ostfriesentee. Bünting als ältestes Teehandelshaus Ostfrieslands gehört zu den wenigen Firmen, die ihren Tee mit der Bezeichnung „Echter Ostfriesentee“ versehen dürfen.

### Bünting Einkauf und Logistik Dienstleistung
Die Bünting Einkauf und Logistik Dienstleistungs GmbH & Co. KG, ehemals Bünting Handel und Dienstleistung GmbH & Co. KG (BHD), ist der zentrale Dienstleister der Firmengruppe und zuständig für die gesamte Warenversorgung. Wesentliche Aufgabenbereiche sind der Einkauf, die Disposition, die Logistik und der Warenservice sowie die Handelswerbung für alle Vertriebsgesellschaften. Standorte der Bünting-Zentrallager sind Nortmoor bei Leer, Wallenhorst und Salzkotten. Bis zum Anfang 2017 war auch Detmold ein Standort der Bünting-Zentrallager.

### Bünting Electronic
In den Händen der Bünting Electronic GmbH & Co. KG liegt die strategische und operative Verantwortung des Lieferanten- und Warenmanagements der Warensegmente Consumer Electronic und Haustechnik aller Vertriebsgesellschaften der J. Bünting Beteiligungsgesellschaft.

### Bünting Informations Technologie
Der gesamte Bereich der Informationstechnologie in der Bünting-Unternehmensgruppe war in der selbstständigen Tochtergesellschaft Bünting Informations Technologie, kurz BIT, zusammengefasst. Zu den zentralen Aufgaben der BIT gehörten der Betrieb der gesamten Informationstechnologie sowie die Betreuung aller Firmen der Bünting-Unternehmensgruppe bei organisatorischen und EDV-technischen Fragestellungen. Die BIT wurde zum 31. Dezember 2016 aufgelöst und als eigenständige Abteilung in die Bünting AG integriert.

### Nord-West-Dienstleistung
Die Nord-West Dienstleistung GmbH erledigt in den Verbrauchermärkten, vorwiegend in den Abend- und Nachtstunden, alle Putz- und Packarbeiten, die elektronische Artikelsicherung sowie die Prüfung der Haltbarkeitsdaten.

### Combi-Verbrauchermarkt Einkaufsstätte
Die Verbrauchermärkte von Combi sind als Nahversorger zwischen Discountern und SB-Warenhäusern mit standortangepassten Sortimenten positioniert. Den Schwerpunkt bilden Lebensmittel und Frischeartikel. Als Vertriebsgesellschaft existiert Combi bereits seit 1971 in Nordwestdeutschland.

### Famila-Verbrauchermarkt Einkaufsstätte
Die Famila-Märkte sind die Vollsortiment-SB-Warenhäuser mit überörtlicher Bedeutung. Sie sind meist Kern eines Einkaufszentrums. Als Vertriebsgesellschaft existiert Famila bereits seit 1967 in Nordwestdeutschland.

### Markant Nordwest Handelsgesellschaft
Markant Nordwest hat als Unternehmen der Bünting-Unternehmensgruppe die Funktion einer Vertriebs- und Beratungsgesellschaft. Geschäftsgrundlage ist die partnerschaftliche Kooperation mit eigenständigen Einzelhändlern. Als Nachbarschaftsmärkte konzipiert, versorgen sie die Verbraucher mit Gütern des täglichen Bedarfs.

### Telepoint Elektrohandelsgesellschaft
Telepoint ist eine Vertriebsgesellschaft für TV-Hifi-Video-Foto, für Telekommunikation sowie für Computer und für Haushaltselektronik. Die im Jahr 2007 vom Oldenburger Unternehmen Wöltje zugekauften Elektromärkte trat bereits zuvor mit Märkten der Bünting-Gruppe am gleichen Standort auf und ergänzte das Produktsortiment der Handelsgruppe. Telepoint betrieb zeitweise 15 Elektromärkte in Nordwestdeutschland. Anfang Januar 2017 trennte sich die Bünting-Gruppe von ihren Aktivitäten in diesem Bereich. Vier Elektromärkte wurden an die Cuxhavener Expert-Bening-Kette verkauft, die verbliebenen drei Märkte schloss das Unternehmen bis Ende Februar des Jahres.

### Bünting E-Commerce
Die Bünting E-Commerce GmbH & Co. KG, ehemals WGO Warenhandelsgesellschaft Oldenburg mbH & Co. KG, ist ein E-Commerce-Unternehmen, das Waren über Internetportale und ein Kundenmagazin vertreibt. Abgedeckt werden die Sortimentsbereiche Elektronik, Wohnen & Lifestyle, Haushalt & Bad sowie Freizeit. Mit dem Onlineshop für Lebensmittel mytime.de ist das Handelsunternehmen auch in den bundesweiten E-Commerce von Lebensmitteln eingestiegen. Im Juni 2020 übernahm Bünting E-Commerce den Onlineshop allyouneedfresh.de von Delticom und stellte die Marke zugunsten der eigenen Plattform MyTime ein.

### Bünting Systemkunden Handelsgesellschaft
Als Vertriebsgesellschaft der Unternehmensgruppe ist die Bünting Systemkunden Handelsgesellschaft GmbH, abgekürzt BSH, verantwortlich für das Großkundengeschäft. Partner der BSH sind Großkunden des Lebensmittel-Groß- und Einzelhandels., u. a. Frischdienst Nordhorn, Naschwelt in Groß Hesepe und Supreme in Rheine.

### Verbrauchermärkte Salzkotten
2013 übernahm Bünting die im ostwestfälischen Salzkotten ansässige Minipreis-Läden GmbH mit ihren 33 Lebensmittel-Märkten, Logistikzentrum und Verwaltung, Belegschaft, Warenbestand und Ladeneinrichtung. Minipreis erzielte 2010 mit rund 1300 Mitarbeitern einen Umsatz von rund 140 Millionen Euro.

### Verbrauchermärkte Nord
Am 1. Februar 2015 übernahm die Bünting-Gruppe 26 Coma-Verbrauchermärkte, eine Verbrauchermarktkette, die im Bereich Nordwestdeutschland aktiv war. Die Märkte sind in das Tochterunternehmen Combi Verbrauchermärkte eingegliedert worden.

### Jibi Handelsgesellschaft
Nach Zustimmung durch das Bundeskartellamt wurde die Jibi Handel GmbH & Co mit Stammsitz Bielefeld mit ihren 88 Standorten und 2400 Mitarbeitern mit Wirkung zum 1. Januar 2015 in die Combi-Gruppe eingegliedert.